# Dunakorzó
A Dunakorzó Budapesten, a Duna bal partján, a Belvárosban, a felső Belgrád rakpart Széchenyi lánchíd és az Erzsébet híd közötti szakaszán található gyalogos zóna, a helyiek és a turisták körében is kedvelt sétálóutca. Ötcsillagos szállodák (InterContinental, Marriott, Sofitel), éttermek, kávézók, kiülős bárok és kaszinók szegélyezik.
Innen nyílik a legszebb kilátás a Budai Várnegyedre, a Citadellára, a Gellért-hegyre és az említett két Duna-hídra. Az augusztus 20-i nemzeti ünnep vízi- és légiparádét és az esti tűzijátékot is érdemes innen nézni. A korzón műalkotás és műemlék épület is található, például a Kiskirálylány bronzszobra, a Pesti Vigadó és Széchenyi István szobra a Magyar Tudományos Akadémia előtti Széchenyi téren. A világörökség listáján szerepel.

## Története
Az első Duna-parti házsor, avagy a Duna-sor az északi városfal és a Duna-parti rondella lebontása után, a maitól beljebb épült ki. Az épületek előtt egy széles sétány, az előtt pedig egy lapos rézsű vezetett le a Duna medréig. Ezt előbb a Duna Gőzhajózási Társaság kezdte el feltölteni, miután a saját hajói számára a Széchenyi lánchíd pesti hídfőjének mindkét oldalán kétszer 345 méter hosszú partfalat épített 1853–1859 (más források szerint: 1853–1857) között. Ezt folytatta azután Pest városa – az 1840-es években meghatározott szabályozási vonalnak megfelelően – 1857–1861 között a Magyar Tudományos Akadémia és a Zoltán utca között, majd 1864–1867 között az Eötvös tér és a Eskü tér (Március 15. tér) között, végül 1870–1876 között a Zoltán utca és – az azonos időben megépülő – Margit híd között alakították ki az árvízvédelmi rendszert és ezzel a mai balparti rakpartot is. A rézsűt a kőfalak mögött feltöltötték és új teleksort alakítottak ki, így ezek beépítésével a Duna-sor egységes klasszicista képe megbomlott, mert a kétemeletes házsor elé négy-öt emeletes neoreneszánsz házak sora épült.
A felső, Lánchíd felőli végén az Eötvös tér már a kezdetektől fogva egy kisebb, parkosított terecske volt. Erre nézett Stein Náthán (Stein Aurél apja) bérpalotája, amelyet 1867–1871 között építettek fel korai eklektikus stílusban. A szomszédos telken a Pesti Lloyd Társulat és a Budapesti Áru- és Értéktőzsde közös épületét húzták fel Kolbenheyer Ferenc, valamint Benkó Károly építészek tervei alapján. A következő épület Thonet-ház néven vált híressé és ebből a háztömbből ez az egyetlen amely még ma is áll. Az 1871-ben elkészült épületet koraeklektikus, itáliai reneszánsz stílusban ifj. Koch Henrik és Szkalnitzky Antal építészek tervei alapján, Hauszmann Alajos vezetésével építették fel. Ennek déli homlokzata a Vigadó előtti térre néz.
A tér szemközti oldalán az 1870-es években építették fel a az Első Magyar Általános Biztosító Társaság (EMÁBT) székházát Frey Lajos építész tervei alapján, eklektikus stílusban. A székház érdekessége a homlokzatán lévő Atlasz-szobrok voltak. A szomszédos telken az ezzel egyidőben épülő Thonet házat is tervező Szkalnitzky–Koch páros tervei alapján egy 302 szobás szállodát építtetett az Első Magyar Szálloda Rt. Az épületet 1871-ben fejezték be, és Grand Hotel Hungária néven nyitották meg. Valamivel korábban készült el az ettől délre eső szomszédos telken az Első Magyar Általános Biztosító Társaság alapítójának, báró kisteleki Lévay Henriknek négyemeletes, eklektikus lakóháza. A háztömb déli végét Heinrich István kétemeletes bérháza zárta le, ami 1866-ban került átadásra.
1872-re Buda felől nézve a Duna-part egységes képet mutatott. A két háztömböt két parkosított tér zárta le és a kettő között félúton ugyancsak zöldfelület, a Vigadó tér helyezkedik el.
A hotelek reprezentatív előtereként szolgált a romantikus korzó, amelynek mentén nem kevesebb mint kilenc, a folyamra néző kávéház is működött, többnyire teraszos jelleggel. Hamar közkedvelté vált az egész városban, de egyre több belföldi, illetve külföldi turista is bejárta.

### A rakparti viadukt
A sétány és az alsó rakpart között az 1900-ban épült 498 méter hosszú viadukton a villamos közlekedés 1904-ben indult meg a 16-os villamos formájában, amelynek 16A jelzésű betétjáratát 1942-ben számozták át a jelenlegi 2-esre. Az utoljára 1995-ben felújított viadukt 2011-ben kapott műemléki védettséget. Valójában egy felüljáró és támfalak ötletes kombinációja. A villamospálya alatt eredetileg raktárnak épült, alacsony belmagasságú, díszes szegecselt vasoszlopokban és acélgerendákban bővelkedő termek sorakoznak.

### A szállodasor
Budapest ostroma 1945-ös pusztításait a jelentősebb épületek közül egyedül a Bristol és a ma is álló Thonet-ház élték túl. 1969-ben készült el az Első Magyar Általános Biztosító Társaság székháza, a Hungária, a Bristol, illetve a Carlton szállodák helyére a Hotel Duna InterContionental (ma Marriott Hotel). 1981-ben a Ritz helyére a Forum Hotel (ma Intercontinental) és végül az Eötvös téren, a Trieszti Általános Biztosító Társaság székház és a Lloyd palota romjainak telkére az 1982-ben átadott Hyatt szálloda épült fel (ma Sofitel). A korzó 1983 óta díszburkolatos sétálóutca.

## A Dunakorzó épületei

### Régi szállodák, bérpaloták
| Cím                       | Név | Építés ideje       | Tervező                                  | Stílus         | Kép | Megjegyzés                    |
| ------------------------- | --- | ------------------ | ---------------------------------------- | -------------- | --- | ----------------------------- |
| Széchenyi István tér 9.   | a Magyar Tudományos Akadémia székháza                                                                   | 1862–1865          | Friedrich August Stüler                  | neoreneszánsz  | az épület napjainkban is áll |                               |
| Széchenyi István tér 5–6. | Gresham-palota (ma: Four Seasons Hotel Gresham Palace Budapest)                                         | 1905–1907          | Quittner Zsigmond és a Vágó fivérek      | szecessziós    | az épület napjainkban is áll |                               |
| Széchenyi István tér 3-4. | a Pesti Magyar Kereskedelmi Bank székháza (ma: Belügyminisztérium)                                      | 1905               | Quittner Zsigmond                        | szecessziós    | az épület napjainkban is áll |                               |
| Akadémia utca 1.          | István Főherceg szálló                                                                                  | 1833               | ifj. Zitterbarth Mátyás                  | klasszicista   | az épület átalakítva ma is áll |                               |
| Széchenyi István tér 7–8. | Európa szálló                                                                                           | 1830               | n. a.                                    | klasszicista ? | 1862-ben bontották le |                               |
| Vigadó tér 2.             | Redoute                                                                                                 | 1829–1833          | Pollack Mihály                           | klasszicista   | 1848–49-es forradalom és szabadságharc során pusztult el; helyére épült a Pesti Vigadó                                                                            |                               |
| Vigadó tér 2.             | Pesti Vigadó                                                                                            | 1859–1865          | Feszl Frigyes                            | romantikus     | az épület napjainkban is áll |                               |
|                           | Angol Királynő Szálló                                                                                   | 1792–1793          | Hild József                              | klasszicista   | 1940-ben bontották le, hogy új irodaházat építsenek a helyére, de ez a háború kitörése miatt meghiúsult és a helyén épült fel 1950–1952 között az UVATERV székház |                               |
| Belgrád rakpart 33.       | Hungária Nagyszálló                                                                                     | 1870-es évek eleje | n. a.                                    | eklektikus ?   | A II. világháború háború alatt megsérült, azt követően lebontották.                                                                                               |                               |
|                           | Stein Nathan János gabonakereskedő bérháza                                                              | 1867–1871          | Gottgeb Antal                            | eklektikus     | elbontva: 1910 k. | (bal oldali épület)           |
|                           | Lloyd-palota (I.)                                                                                       | 1828               | Hild József                              | klasszicista   | a II. világháborúban elpusztult a tetőzete, ezért 1948-ban elbontották                                                                                            |                               |
|                           | Lloyd-palota (II.) / Az új Lloyd-palota                                                                 | 1869–1872          | Kolbenheyer Ferenc, Benkó Károly         | eklektikus     | 1872 és 1911 között a Budapesti Áru- és Értéktőzsde székháza – nem azonos a másik Lloyd-palotával                                                                 | (jobb oldali épület)          |
| Vigadó tér                | az Első Magyar Általános Biztosító Társaság székháza                                                    | 1870-es évek       | Frey Lajos                               | eklektikus     | |                               |
| Belgrád rakpart 33.       | Lévay Henrik bérháza (1896-tól a Bristol szálloda része, 1948-tól Duna szálló)                          | n. a.              | n. a.                                    | eklektikus ?   | A II. világháború háború alatt megsérült, 1948 után Duna szálló néven 1960-ig üzemelt tovább. 1969-ben bontották el.                                              | , (jobb oldali kisebb épület) |
| Belgrád rakpart 33.       | Heinrich István bérháza (1896-tól a Bristol szálloda része, 1928-tól Carlton szálló néven ismét önálló) | 1870-es évek előtt | n. a.                                    | eklektikus ?   | A II. világháború háború alatt megsérült, azt követően lebontották.                                                                                               | ,                             |
|                           | Ritz Szálló, később Duna Palota                                                                         | 1910–1913,         | Fellner Sándor és Sós Aladár             | neobarokk      | Stein Nathan János gabonakereskedő bérháza helyére épült; elpusztult: 1945                                                                                        |                               |
|                           | Thonet-udvar                                                                                            | 1871               | ifj. Koch Henrik, Szkalnitzky Antal      | neoreneszánsz  | az épület napjainkban is áll; nem azonos a Thonet-házzal (Váci utca 11/A)                                                                                         |                               |
| Március 15. tér 6.        | Osztálysorsjáték Palota                                                                                 | 1898–1899          | Kőrössy Albert Kálmán és Sebestyén Artúr | eklektikus     | elpusztult: 1945 |                               |

### Modern épületek
- Forum Hotel, ma InterContinental Budapest szálloda (épült: 1981), 1052 Budapest Budapest Apaczai Csere J. u. 12-14. –  a Ritz Szálló helyén áll[14]
- Duna InterContinental, ma MARRIOTT Budapest, 1052 Budapest, Apáczai Csere János u. 4. – a Hungária, Bristol és Carlton szállodaegyüttes helyén áll[14]

## Galéria

A Korzó 1890 körül
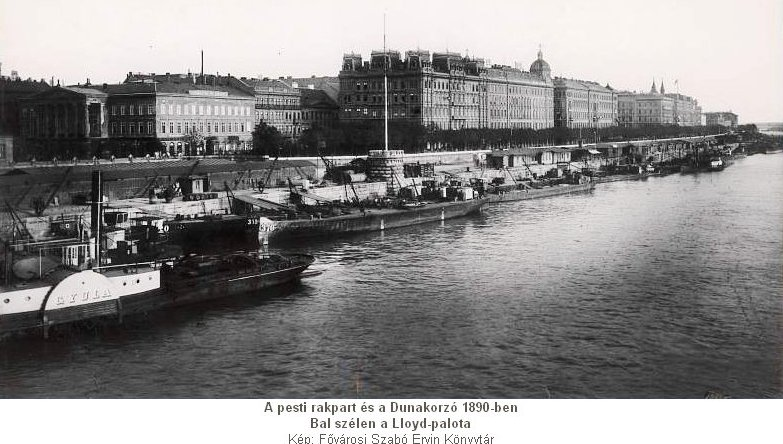
1890-es kép a Rakpartról és a Korzóról
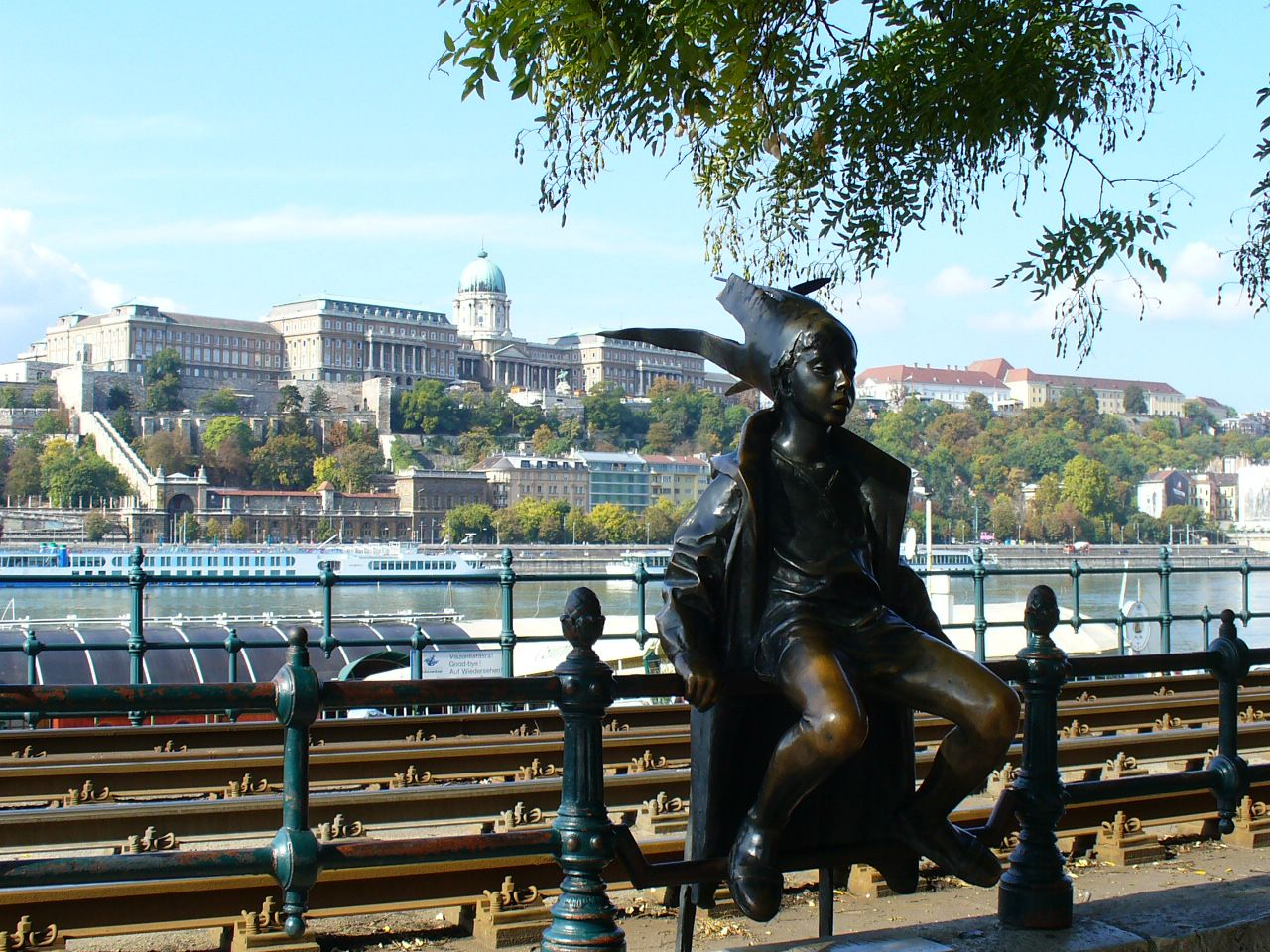
Az 1989 óta a korláton ülő Kiskirálylány szobra
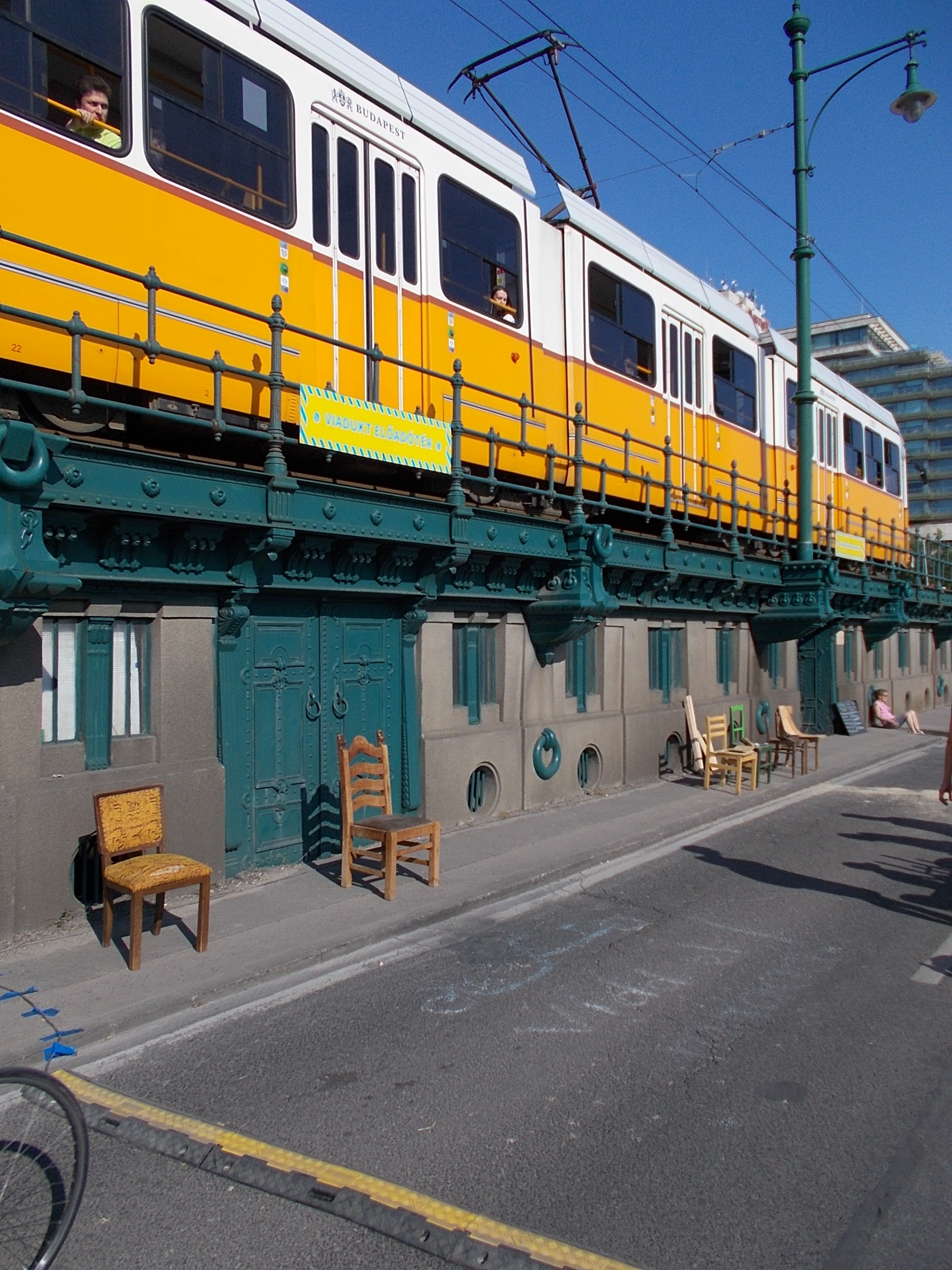
A 2-es villamos viaduktja a Jane Haining rakpart felől
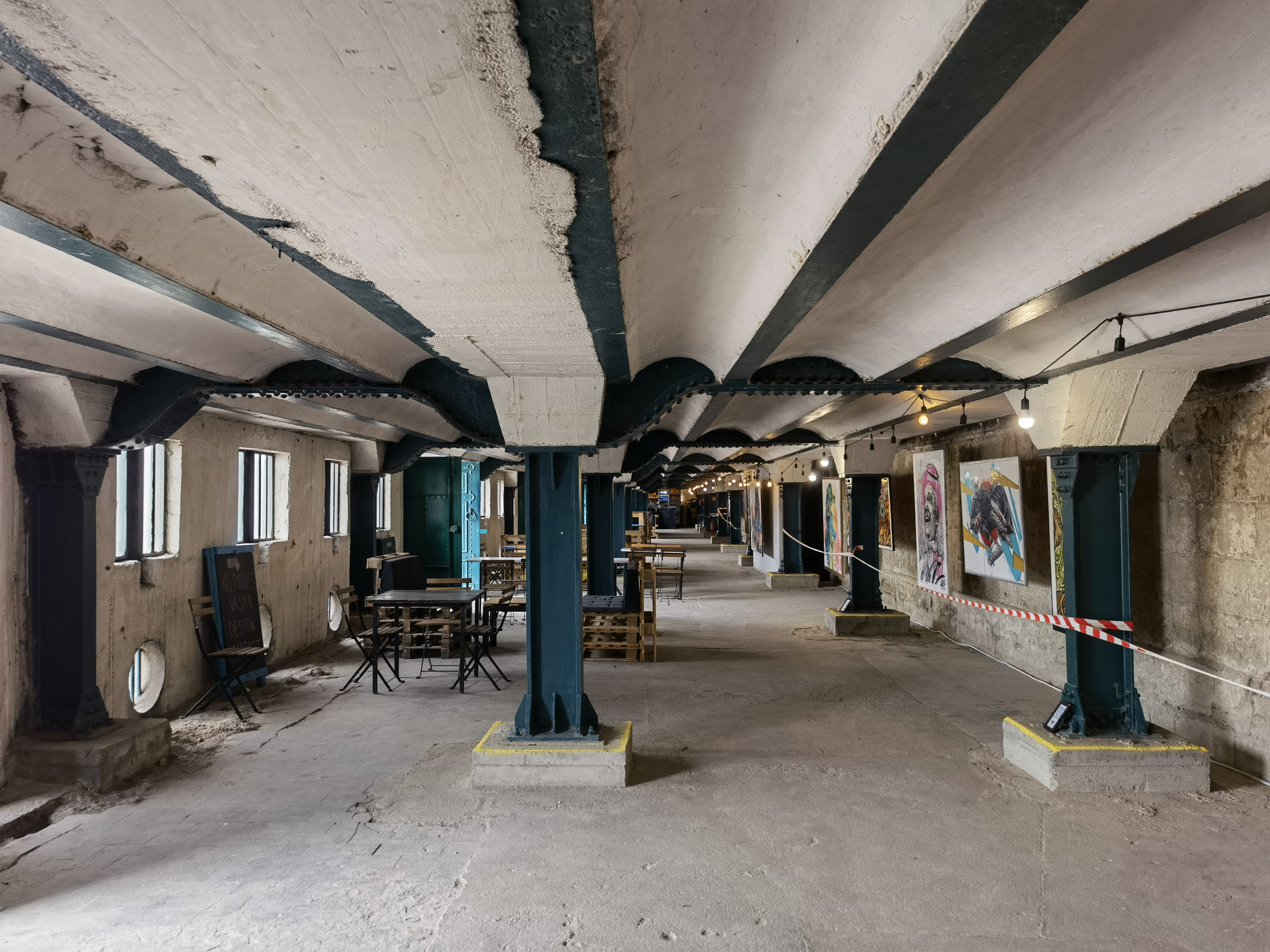
A viadukt belső tere